# Pietro Palazzini
Pietro Palazzini (Piobbico, 19 de maio de 1912 — Roma, 11 de outubro de 2000) foi um cardeal italiano.
Em 1985, foi-lhe atribuído o prémio Justos entre as Nações pelo Yad Vashem pelo seu trabalho de salvação de judeus durante a Segunda Guerra Mundial. Palazzini sempre defendeu que as suas acções decorreram de obras do Papa Pio XII.
Entre 1980 e 1988 foi prefeito da Congregação para a Causa dos Santos.